# Ernst Schwarz
Pour les articles homonymes, voir Schwarz.
Ernst Schwarz (1er décembre 1889 - 23 septembre 1962) était un zoologiste allemand spécialisé dans l'étude des grands singes.

## Biographie
Né à Francfort, il a étudié la zoologie à Munich puis a travaillé au Muséum d'histoire naturelle de Francfort et au Muséum de Zoologie de Berlin.
En 1929 il devient professeur de zoologie à Greifswald. Il émigre ensuite à Londres en 1933 où il travaille au Muséum d'histoire naturelle de 1933 à 1937. Puis il part pour les États-Unis.
Il a décrit de nombreuses espèces et sous espèces de grands singes mais la plupart des noms qu'il leur a donnés ne sont aujourd'hui plus utilisés. Il classa notamment le bonobo comme une sous espèce (Pan satyrus paniscus) du chimpanzé. Puis ce singe fut classé comme une espèce à part entière par Harold Jefferson Coolidge en 1933.

## Source
- Men who Named the African Apes, Gorilla Journal 11, December 1995.